# هایانگ
هایانگ (به لاتین: Hayang) یک منطقهٔ مسکونی در کره جنوبی است که در جئونسانگبوک-دو واقع شده‌است. هایانگ ۴۸٫۶۱ کیلومتر مربع مساحت و ۲۷٬۲۳۶ نفر جمعیت دارد.